# 263516 Alexescu
263516 Alexescu è un asteroide della fascia principale. Scoperto nel 2008, presenta un'orbita caratterizzata da un semiasse maggiore pari a 2,4654737 UA e da un'eccentricità di 0,1423962, inclinata di 7,24058° rispetto all'eclittica.
L'asteroide è dedicato all'astronomo rumeno Matei Alexescu.